# Frederick Reines

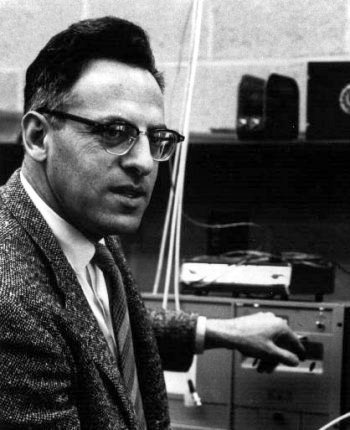
Frederick Reines

Frederick Reines (* 16. März 1918 in Paterson, New Jersey; † 26. August 1998 in Orange, Kalifornien) war ein US-amerikanischer Physiker. Für den experimentellen Nachweis des Neutrinos erhielt er 1995 den Nobelpreis für Physik (zusammen mit Martin L. Perl, dem Entdecker des Tauons).

## Leben und Wirken
Reines wuchs als Sohn jüdischer Einwanderer aus Russland auf, sein Vater hatte einen kleinen Laden auf dem Land im Staat New York. Er besuchte bis 1935 die High School in Union City, New Jersey. Er studierte Ingenieurwissenschaften (Bachelor 1939) und dann Physik am Stevens Institute of Technology (Master-Abschluss 1941) und promovierte 1944 an der New York University bei R. D. Present (The Liquid Drop Model for Nuclear Fission). Im Zweiten Weltkrieg arbeitete er (noch bevor er seine Promotion vollendete) im Manhattan-Projekt unter Richard Feynman in Los Alamos. Auch nach dem Krieg arbeitete er in der Kernwaffenforschung, unter anderem untersuchte er die Effekte der Explosions-Stoßwelle mit John von Neumann.
Anfang der 1950er Jahre entwickelte er mit Clyde Cowan verschiedene Methoden, Neutrinos experimentell nachzuweisen. Die erste direkte Beobachtung von Neutrinos, das Cowan-Reines-Neutrinoexperiment, gelang ihrer Arbeitsgruppe 1956 am neu gebauten Savannah-River-Kernreaktor.
1959 wurde er Professor an der Case Western Reserve University und Leiter der dortigen Physik-Fakultät. Dort leitete er eine Gruppe, die erstmals von der kosmischen Strahlung erzeugte Neutrinos nachwies. 1966 wechselte er als Dekan der Naturwissenschaftlichen Fakultät (Dean of Natural Sciences) an die neu gegründete University of California, Irvine (UCI). Dort beschäftigte er sich auch mit Strahlungsdetektoren für die Medizin. Seine Neutrino-Arbeitsgruppe in Irvine nahm am IMB (Irvine-Michigan-Brookhaven)-Protonenzerfalls-Experiment teil, wies zuerst den doppelten Betazerfall direkt im Labor nach und richtete ihre Neutrino-Detektoren auch frühzeitig auf die Suche von Neutrinos aus Supernova-Explosionen aus (auch auf Initiative von Reines).  Bei der Supernova 1987A konnten tatsächlich solche Neutrinos mit dem IMB, bei dem er Ko-Sprecher war, und dem japanischen Kamiokande-Detektor nachgewiesen werden. Dafür erhielt Reines 1989 den Bruno-Rossi-Preis. 1988 wurde er Professor Emeritus an der UCI.
1958/59 war er Guggenheim Fellow und 1959 bis 1963 Sloan Research Fellow. 1966 wurde er in die American Academy of Arts and Sciences gewählt. 1981 erhielt er den Oppenheimer-Preis und 1992 den Panofsky-Preis. Außerdem erhielt er die National Medal of Science (1985). Er war Mitglied der National Academy of Sciences (1980) und auswärtiges Mitglied der Russischen Akademie der Wissenschaften (1994). 1990 erhielt er den Michelson-Morley Award und 1992 die Franklin Medal.
Er war seit 1940 mit Sylvia Samuels verheiratet. Sie hatten zwei Kinder, einen Sohn und eine Tochter.